# NASCAR Cup Series
A NASCAR Cup Series, sokszor egyszerűen Cup vagy Cup Series a NASCAR által működtetett legnépszerűbb amerikai autós versenysorozat. Sokszor hibásan magával a NASCAR-ral azonosítják. A sorozat hivatalos neve általában a főszponzorhoz kapcsolódott. Így a ma Cup Seriesként ismert bajnokság 1949-ben Strictly Stock Series, 1950-től 1970-ig Grand National Series, 1971-től 2003-ig Winston Cup Series, 2007-ig Nextel Cup Series, 2008–16 között Sprint Cup Series, legutoljára, 2017 és 2019 között pedig Monster Energy NASCAR Cup Series.
A versenyzők egy-egy versenyen nem csak a verseny végén elért pozíció, hanem az élen töltött körök alapján is kapnak pontot. A szezon két részből áll, 26 és 10 versenyből. A legjobb 12 versenyző az első szakasz után egy kiemelés szerint versenyez az utolsó 10 versenyen, kiegyenlítendő a pontkülönbségeket. Az utolsó 10 verseny neve Chase for the Championship. 2008-ban Jimmie Johnson lett a NASCAR történetének második pilótája Cale Yarborough után, aki egymás után háromszor meg tudta nyerni a sorozatot. Johnson ekkor a kupa mellett egy hét millió dolláros elismerést is kapott.
Bár a versenyek nagy része az egykori Amerikai Konföderációs Államok területén van, ma a Sprint Cup a hat legnézettebb sportrendezvény egyike az USA-ban. A legnagyobb presztízzsel bíró versenyt, a Daytona 500-at 2009-ben 16 millióan látták az országban. Korábban Kanadában is tartottak versenyeket, továbbá bemutató versenyek voltak Japánban és Ausztráliában is.
Az autók egyediek az autósport világában. A motorok elég erősek ahhoz, hogy az autók elérjenek akár 320–330 km/órás sebességet is, viszont a kezelhetőségük a többi versenyautóhoz képest elég gyenge.

## Története

### Strictly Stock & Grand National
A Sprint Cup elődje, a Strictly Stock Division 1949-ben indult el. A korábbi NASCAR-sorozatok, a Modified és a Roadster Division 1948-ban megszűntek. Az első szezonban nyolc helyszínen rendeztek versenyt, köztük a ma már nem létező Daytona Beach-i pályán, amely a leghíresebb volt az akkori versenyhelyszínek közül. A pályák nagy része ebben az időszakban a mai autókrossz-pályákra hasonlított (angolszász nyelvterületen az autókrossz meghatározásához a dirt track racing áll a legközelebb).
Az első hivatalos Strictly Stock-versenyt a Charlotte Speedwayen rendezték 1949. június 19-én. A versenyt Jim Roper nyerte, miután Glenn Dunnawayt kizárták az autó szabálytalansága miatt. Az első győztes Red Byron lett. A sorozat neve 1950-től Grand National („nagy hazai”) lett, ezzel pedig jelezni szerették volna, hogy a sorozat egyre professzionálisabbá és egyre népszerűbbé szeretne válni.
Az 1949-es versenynaptárból egyébként egyedül a Martinsville-i pálya maradt benn a mai napig a versenyek között.

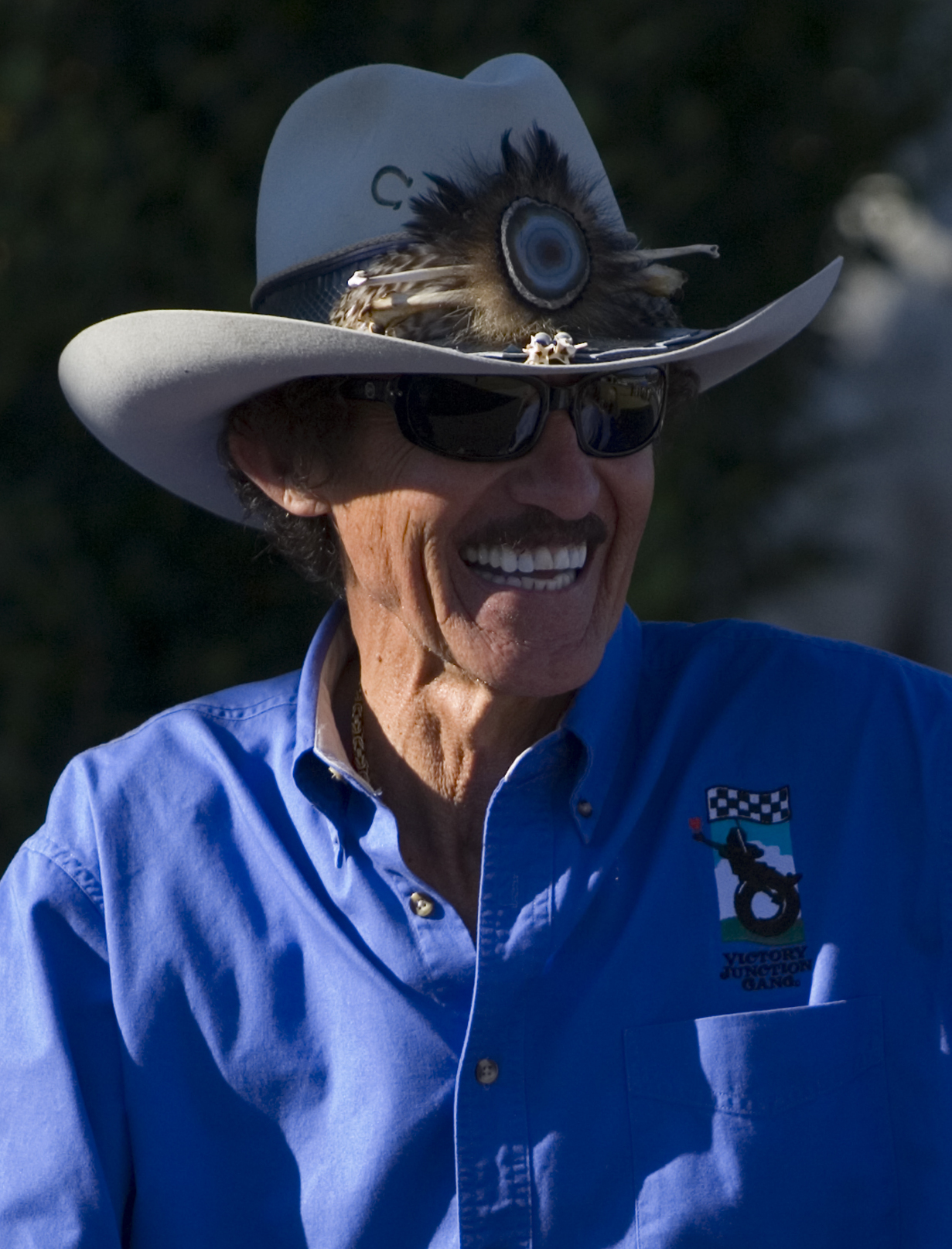
Richard Petty, a Grand National és a Winston Cup hétszeres győztese.

Miután összeállítottak egy fix versenynaptárat, a szezon nagyjából hatvan futamból állt, nem volt ritka az egy hétvégén megrendezett két vagy három verseny sem, sőt, az is előfordult, hogy egyazon napon két külön államban rendeztek versenyt. A kezdetekkor a versenypályák még viszonylag rövidek voltak, a legtöbb oválpályán egy kör hossza negyed és fél mérföld között változott. Az első 221 versenyből 198-at még autókrossz-pályákon rendeztek. Az 1950-ben megnyílt Darlington Raceway volt az első teljesen aszfaltozott oválpálya. 1959-ben, amikor a Daytona-i pálya építése is befejeződött, még mindig kevesebb aszfaltozott versenyhelyszín volt. Az aszfaltozott pályák csak a 60-as években kezdtek elterjedni, fokozatosan visszaszorítva az autókrossz-pályákat.
Az utolsó nem aszfaltozott pályán rendezett versenyt az  Észak-Karolina-i State Fairgrounds Speedwayen rendezték 1970. szeptember 30-án. A versenyt Richard Petty nyerte.

### Winston Cup
A széria először az ABC műsorán volt látható, 1970-től. Ekkor még a mai viszonyokhoz képest szokatlan módon zajlott egy-egy futam közvetítése, illetve az összefoglalók levetítése. Ezek mind reklámok helyett történtek.
A sorozatot 1972-től 2003-ig a Winston Cup Seriesnek hívták, a főszponzor, az R.J. Reynolds Tobacco Company egyik terméke, a Winston után. Idővel a főszponzor körül egyre több vita kerekedett, ugyanis az USA-ban egyre inkább próbálták visszaszorítani a dohányreklámokat.
A versenynaptár ugyanebben az évben 48 versenyről 31-re csökkent, innentől számolják a sorozat „modern éráját”. Az autókrossz-pályákat teljes egészében kivették a versenynaptárból, hasonlóan a 250 mérföldnél (402 kilométer) rövidebb versenyeket is. Az alapító, Bill France legidősebb fiára, Billre bízta a sorozat irányítását. Ő hozta létre 1974-ben az alapjaiban ma is használt pontrendszert, miszerint hossztól és pénzdíjtól függetlenül minden versenyért ugyanannyi pont jár.

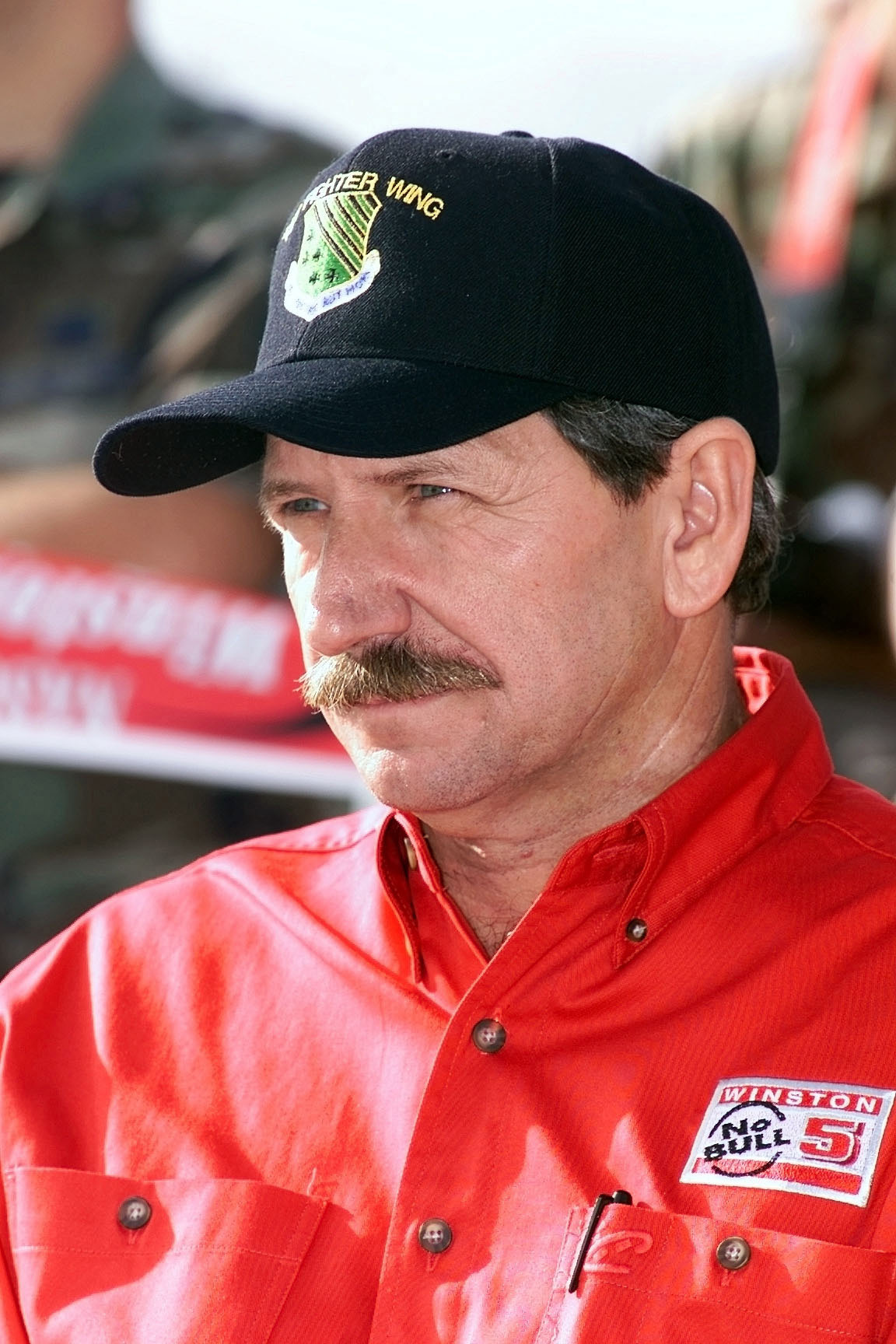
Dale Earnhardt, a Winston Cup hétszeres győztese

1979-ben a Daytona 500 lett a világ első szériaautós, rajttól leintésig élőben közvetített versenye. Ezt végül Richard Petty nyerte, utolsó körben megelőzve két riválisát, Cale Yarborough-t és Donnie Allisont.
1982 óta a Daytona 500 a szezon első versenye.
1985-ben a Winston létrehozott egy extra elismerést, a Winston Milliont. Az, aki a négy legnagyobb presztízzsel bíró versenyből hármat megnyert, egymillió dollárban részesült. Amíg ez a díj létezett, csak két embernek sikerült megnyerni, Bill Elliottnak 1985-ben és Jeff Gordonnak 1997-ben. 1998-ban ez a fajta díjazás annyiban alakult át, hogy az kapott egymillió dollárt, aki megnyert egy presztízsversenyt, és előtte a legjobb ötben volt az előző hasonló futamon.
A sorozatnak a 90-es években hatalmasat ugrott a népszerűsége. A pénzdíjak is egyre emelkedtek, a Daytona 500 győztese például 1998-ban az előző évi pénzösszeg háromszorosát kapta. 1999-ben a NASCAR három tévécsatornával, a Fox Broadcastinggal, a Turner Broadcastinggal és az NBC-vel írt alá közvetítési szerződést. A három szerződés összértéke 2,4 milliárd dollár volt.

### Nextel & Sprint Cup

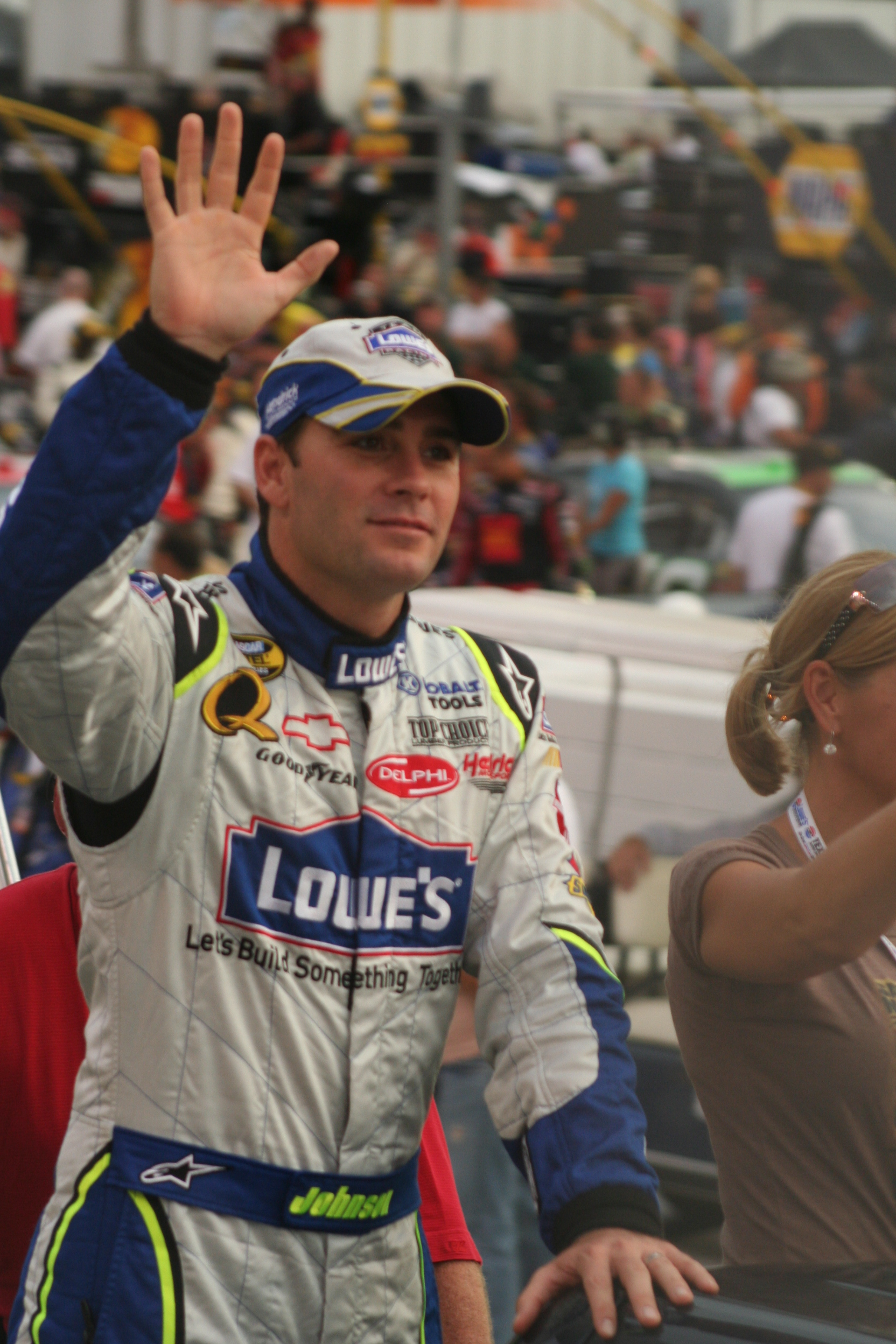
Az ötszörös győztes Jimmie Johnson

2003-ban az RJR megszüntette a főszponzori szerződést, a NASCAR ezután a NEXTEL-lel, egy telekommunikációs céggel írt alá. 2004-től az első számú NASCAR-sorozatot már a NEXTEL Cup nevet viselte.
2005-ben egyesült a NEXTEL és egy másik cég, a Sprint, így 2008-tól az új név Sprint Cup Series lett. A győztes kupáját a Tiffany & Co. tervezte. Ez egy ezüst kupa, két lengő kockás zászlóval.
2009-ben kiderült, hogy az 1990-es évek népszerűsége nem növekedett tovább, hanem leginkább stagnált. Többen elégedetlenkedtek, részben azért, mert új, az északnyugati országrészben található pályákat vontak be az újabb piacok reményében, részben a Toyota részvétele miatt.

### Chase for the Championship
2004-ben, a sorozat névváltásával egy időben a pontrendszer is át lett alakítva. Az első 26 verseny elteltével az első tizenkét versenyző a Chase for the Championship (sokszor egyszerűen The Chase) elnevezésű különversenyben folytatja. A rendszert matematikailag úgy oldották meg, hogy egy versenyző se előzhesse meg a tizenkét versenyző egyikét sem. A verseny ettől függetlenül a tizenkettőn kívüli versenyzőkkel is folyik. Mindenki, aki ide eljut, ötezer pontot kap, plusz minden egyes győzelemért tíz ponttal is gazdagabb lesz. Az ebben rendezett tíz futam után is élen álló lesz az adott szezon bajnoka. Hogy a többi versenyző számára se legyen érdektelen a szezon hátralévő része, a tizenkét versenyzőt leszámítva élen végző pilóta egymillió dollárt kap, valamint ő is megjelenhet a szezon végi díjátadó ceremónián a bajnokkal együtt. A megreformált pontrendszer célja az volt, hogy a szezon vége felé se legyenek unalmas versenyek, illetve közvetve olyan hatása is volt, hogy az NFL-lel szemben többen nézték. Korábban, a rendszer létrehozása előtt sokszor már több versennyel az idény vége előtt biztos volt a bajnok kiléte.

#### Győztesek
| Év   | Versenyző (győzelmek) | Csapattulajdonos(ok)        | #  | Autó                                         | Rajthoz állás (összes verseny) | Győzelmek | Top 10 | Pole-ok | Pont (előny) |
| ---- | --------------------- | --------------------------- | -- | -------------------------------------------- | ------------------------------ | --------- | ------ | ------- | ------------ |
| 2004 | Kurt Busch            | Jack Roush                  | 97 | Ford Taurus                                  | 36 (36)                        | 3         | 21     | 1       | 6506 (8)     |
| 2005 | Tony Stewart (2)      | Joe Gibbs                   | 20 | Chevrolet Monte Carlo                        | 36 (36)                        | 5         | 25     | 3       | 6533 (35)    |
| 2006 | Jimmie Johnson        | Jeff Gordon, Rick Hendrick  | 48 | Chevrolet Monte Carlo SS                     | 36 (36)                        | 5         | 24     | 1       | 6475 (56)    |
| 2007 | Jimmie Johnson (2)    | Jeff Gordon, Rick Hendrick  | 48 | Chevrolet Monte Carlo SS/Chevrolet Impala SS | 36 (36)                        | 10        | 24     | 4       | 6723 (77)    |
| 2008 | Jimmie Johnson (3)    | Jeff Gordon, Rick Hendrick  | 48 | Chevrolet Impala SS                          | 36 (36)                        | 7         | 22     | 6       | 6684 (69)    |
| 2009 | Jimmie Johnson (4)    | Jeff Gordon, Rick Hendrick  | 48 | Chevrolet Impala SS                          | 36 (36)                        | 7         | 22     | 6       | 6492 (141)   |
| 2010 | Jimmie Johnson (5)    | Jeff Gordon, Rick Hendrick  | 48 | Chevrolet Impala                             | 36 (36)                        | 6         | 23     | 2       | 6622 (39)    |
| 2011 | Tony Stewart (3)      | Tony Stewart, Margaret Haas | 14 | Chevrolet Impala                             | 36 (36)                        | 5         | 19     | 1       | 2403 (0)     |
| 2012 | Brad Keselowski       | Roger Penske                | 2  | Dodge Charger                                | 36 (36)                        | 5         | 23     | 1       | 2400 (39)    |

## Az eddigi autógyártók a sorozatban
| Gyár                  | Modell                               | Évek                  | Konstruktőri cím |
| --------------------- | ------------------------------------ | --------------------- | ---------------- |
| Alfa Romeo            | Ismeretlen                           | 1962                  | 0                |
| American Motors       | Nash Ambassador                      | 50-es évek eleje      | 0                |
| American Motors       | Hudson Hornet                        | 50-es évek eleje      | 3                |
| American Motors       | AMC Matador                          | 1971-78               | 0                |
| Aston Martin          | Ismeretlen                           | 1953                  | 0                |
| Austin Healey         | Austin Healey Sprite                 | 1961-62               | 0                |
| Chrysler              | Dodge Coronet                        | 1953-57; 1965-68      | 2                |
| Chrysler              | Dodge 440                            | 1964                  | 2                |
| Chrysler              | Dodge Charger/Daytona                | 1966-77; 2005-2007    | 2                |
| Chrysler              | Dodge Magnum                         | 1978-80               | 2                |
| Chrysler              | Dodge Mirada                         | 1980-82               | 2                |
| Chrysler              | Dodge Intrepid                       | 2001-04               | 2                |
| Chrysler              | Dodge Avenger                        | 2007 (COT)            | 2                |
| Chrysler              | Dodge Charger R/T                    | 2008 óta              | 2                |
| Chrysler              | Chrysler 300                         | 1954-56               | 2                |
| Chrysler              | Chrysler Imperial                    | 1983-85               | 2                |
| Chrysler              | Plymouth Belvedere                   | 1959-67               | 2                |
| Chrysler              | Plymouth Road Runner/Superbird       | 1968-74               | 2                |
| Chrysler              | DeSoto                               | 1952 & 1959           | 0                |
| Ford Motor Company    | Ford Fairlane                        | 1955–59, 1966–67      | 12               |
| Ford Motor Company    | Ford Fusion                          | 2006 óta              | 12               |
| Ford Motor Company    | Ford Galaxie                         | 1960-66               | 12               |
| Ford Motor Company    | Ford Taurus                          | 1998-2005             | 12               |
| Ford Motor Company    | Ford Torino/Talladega                | 1968-77               | 12               |
| Ford Motor Company    | Ford Thunderbird                     | 1959-60; 1977-97      | 12               |
| Ford Motor Company    | Mercury Monterey                     | 1950s                 | 1                |
| Ford Motor Company    | Mercury Comet/Cyclone                | 1966-67               | 1                |
| Ford Motor Company    | Mercury Cyclone/Mercury Montego      | 1968-80               | 1                |
| Ford Motor Company    | Lincoln                              | 1949-57               | 0                |
| Ford Motor Company    | Edsel                                | 1959                  | 0                |
| General Motors        | Buick Regal                          | 1981-85, 1988-91      | 2                |
| General Motors        | Buick Century                        | 1976-80               | 2                |
| General Motors        | Buick LeSabre                        | 1986-87               | 2                |
| General Motors        | Cadillac                             | 1949-55               | 0                |
| General Motors        | Chevrolet Bel Air                    | 1955-58               | 27               |
| General Motors        | Chevrolet Chevelle/Malibu            | 1964-80               | 27               |
| General Motors        | Chevrolet Chevelle Laguna            | 1973-77               | 27               |
| General Motors        | Chevrolet Impala                     | 1979-80; 2010-present | 27               |
| General Motors        | Chevrolet Impala SS                  | 2007(COT)-2009        | 27               |
| General Motors        | Chevrolet Lumina                     | 1989-94               | 27               |
| General Motors        | Chevrolet Monte Carlo/Monte Carlo SS | 1971-88, 1995-2007    | 0                |
| General Motors        | Oldsmobile 88                        | 1949-60               | 4                |
| General Motors        | Oldsmobile Cutlass/Cutlass Supreme   | 1976-92               | 4                |
| General Motors        | Oldsmobile Delta 88                  | 1986-87               | 4                |
| General Motors        | Pontiac Catalina                     | 1959-63               | 3                |
| General Motors        | Pontiac Firebird                     | 1970                  | 3                |
| General Motors        | Pontiac Grand Prix                   | 1981-2003             | 3                |
| Jaguar                | Jaguar XK120                         | 1953-56               | 0                |
| Kaiser-Frazer         | Henry J                              | 1949-54               | 0                |
| MG Motor              | MG T-type                            | 1954                  | 0                |
| MG Motor              | MG MGA                               | 1960-63               | 0                |
| Packard               | Ismeretlen                           | 1950-56               | 0                |
| Porsche               | Porsche 356                          | 1953-54               | 0                |
| Studebaker            | Ismeretlen                           | 1950-62               | 0                |
| Toyota                | Toyota Camry                         | 2007 óta              | 0                |
| Triumph Motor Company | Ismeretlen                           | 1960                  | 0                |
| Tucker                | 1948 Tucker Sedan                    | 1950                  | 0                |
| Volkswagen            | Volkswagen Beetle                    | 1953                  | 0                |
| Willys                | Ismeretlen                           | 1952-54               | 0                |

## Rekordok
- Legtöbb bajnokság győzelem: 7 (Richard Petty, Dale Earnhardt, Jimmie Johnson)
- Legtöbb egymás utáni bajnoki győzelem: 5 (Jimmie Johnson)
- Legfiatalabb bajnok: Bill Rexford, 23 év
- Legidősebb bajnok: Bobby Allison, 45 év
- Legkevesebb győzelem egy szezonban: 1 (Benny Parsons, Bill Rexford, Matt Kenseth)
- Legtöbb győzelem egy karrier alatt: 200 (Richard Petty)
- Legtöbb győzelem egy szezonban: 27 (Richard Petty)
- Legtöbb győzelem egy szezonban a modern érában: 13 (Jeff Gordon, Richard Petty)
- Legtöbb verseny részvétel: 1 185 (Richard Petty)
- Legkisebb különbségű győzelem: 0,002 mp (Ricky Craven, 2003)
- Legnagyobb különbségű győzelem: 22 kör (Ned Jarrett, 1965)
- Legtöbb szezon legalább egy győzelemmel: 18 (Richard Petty, 1960–1977)
- Legtöbb egymás utáni versenyen való indulás: 788 (Ricky Rudd)
- Legfiatalabb győztes: Joey Logano: 19 év, 35 nap (2009)
- Legidősebb győztes: Harry Gant: 52 év, 219 nap (1992)
- Legfiatalabb Daytona 500 győztes: Trevor Bayne: 20 év, 1 nap (2011)

## Konstruktőri győztesek
| 1949: Oldsmobile | 1950: Oldsmobile     | 1951: Oldsmobile | 1952: Hudson    | 1953: Hudson     |
| 1954: Hudson     | 1955: Chrysler       | 1956: Chrysler   | 1957: Ford      | 1958: Chevrolet  |
| 1959: Chevrolet  | 1960: Ford           | 1961: Pontiac    | 1962: Pontiac   | 1963: Ford       |
| 1964: Ford       | 1965: Ford           | 1966: Dodge      | 1967: Plymouth  | 1968: Ford       |
| 1969: Ford       | 1970: Plymouth       | 1971: Chevrolet  | 1972: Chevrolet | 1973: Mercury    |
| 1974: Chevrolet  | 1975: Dodge          | 1976: Chevrolet  | 1977: Chevrolet | 1978: Oldsmobile |
| 1979: Chevrolet  | 1980: Chevrolet      | 1981: Buick      | 1982: Buick     | 1983: Chevrolet  |
| 1984: Chevrolet  | 1985: Chevrolet/Ford | 1986: Chevrolet  | 1987: Chevrolet | 1988: Ford       |
| 1989: Chevrolet  | 1990: Chevrolet      | 1991: Chevrolet  | 1992: Ford      | 1993: Pontiac    |
| 1994: Ford       | 1995: Chevrolet      | 1996: Chevrolet  | 1997: Ford      | 1998: Chevrolet  |
| 1999: Ford       | 2000: Pontiac        | 2001: Chevrolet  | 2002: Pontiac   | 2003: Ford       |
| 2004: Ford       | 2005: Chevrolet      | 2006: Chevrolet  | 2007: Chevrolet | 2008: Chevrolet  |
| 2009: Chevrolet  | 2010: Chevrolet      | 2011: Chevrolet  | 2012: Chevrolet | 2013: Chevrolet  |
| 2014: Chevrolet  | 2015: Chevrolet      | 2016: Toyota     |                 |                  |

## Fordítás
- Ez a szócikk részben vagy egészben  a   Sprint Cup Series című angol Wikipédia-szócikk fordításán alapul.  Az eredeti cikk szerkesztőit annak laptörténete sorolja fel. Ez a jelzés csupán a megfogalmazás eredetét és a szerzői jogokat jelzi, nem szolgál a cikkben szereplő információk forrásmegjelöléseként.